# Octateuque Vaticanus Graecus 746
L’Octateuque Vaticanus Graecus 746 est un manuscrit enluminé d'une copie de l'Octateuque (les huit premiers livres de la Bible) en grec. Il aurait été produit au XIIe siècle dans un scriptorium byzantin.
Inédit à l'exception de quelques miniatures, il constitue l'un des plus importants cycles narratifs illustrés de l'Octateuque. Il est à ce titre largement utilisé par Kurt Weitzmann dans sa démonstration de l'existence d'un modèle commun aux Octateuques et aux fresques de la synagogue de Doura Europos.